# Gran Premio François-Faber

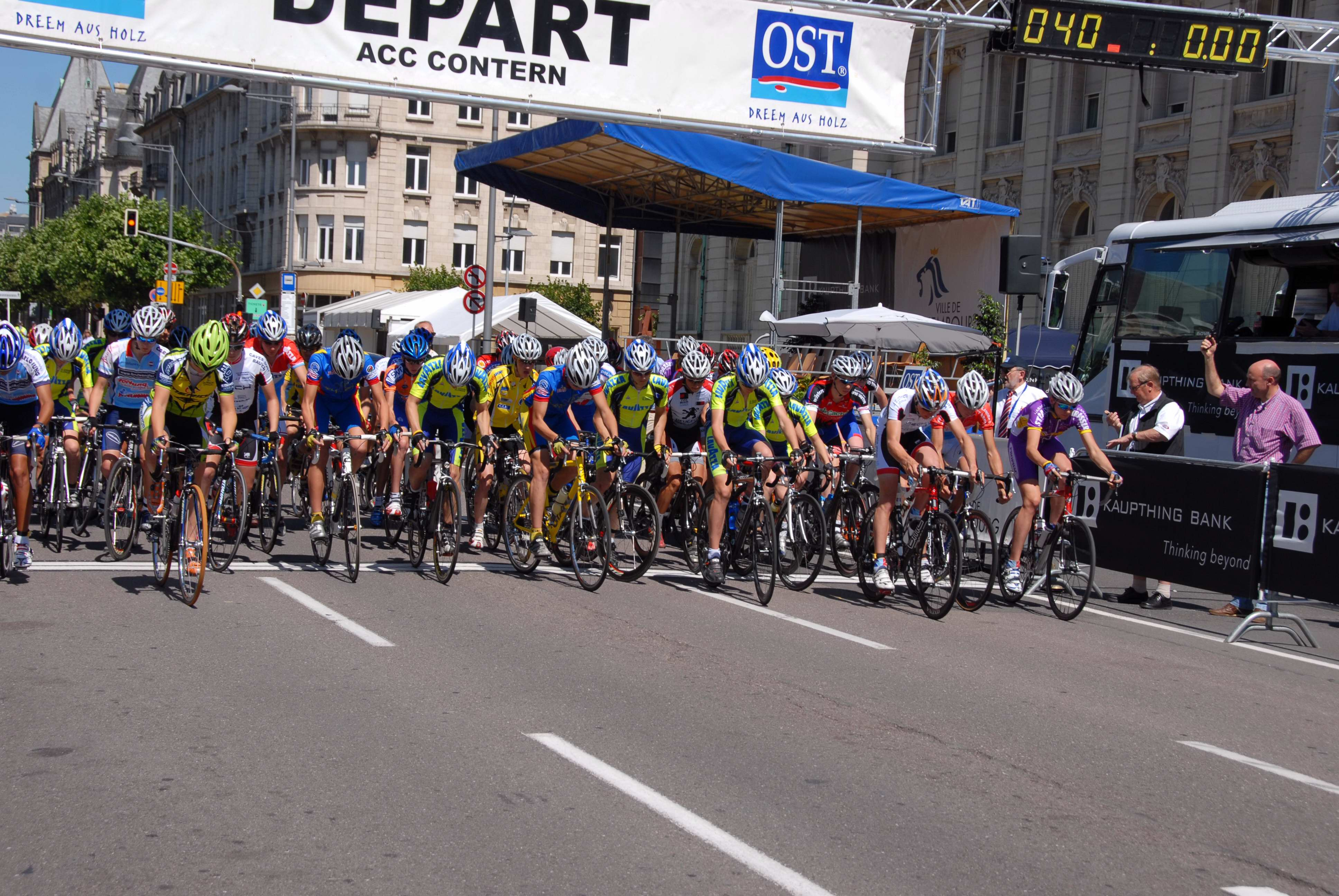
Foto tomada el 5 de agosto de 2007.

El Gran Premio François Faber, originalmente y en francés Grand Prix François-Faber es una carrera ciclista que tiene lugar en Luxemburgo. Fue creada en honor del ciclista luxemburgués François Faber, asesinado durante la Primera Guerra Mundial. Inicialmente era una cursa por etapas y duraba varios días, pero actualmente es una cursa de un solo día y está reservada a ciclistas de categoría júnior. 
El 2015 se celebró la 92 edición de la prueba.

## Palmarés
| Año       | Ganador               | Segundo                | Tercero               |
| --------- | --------------------- | ---------------------- | --------------------- |
| 1918      | Jos Rasqui            | Mathias Thill          | Felix Melchior        |
| 1919      | Noël Hubert           | René Vermandel         | Charles Rosssart      |
| 1920      | Benoit Adelin         | Guillaume Nyssen       | Pierre Castermans     |
| 1921      | Maurice Depauw        | Pierre Corini          | Gaston Carels         |
| 1922      | Nicolas Frantz        | Alfred Mottard         | Maurice De Waele      |
| 1923      | Nicolas Frantz        | Marcel Clausse         | Alfred Mottard        |
| 1924      | Léon Briscot          | Robert Doyen           | Jempy Engel           |
| 1925      | Charles Mondelaers    | Hans Kaspar            | Louis Krauss          |
| 1926      | Léon Briscot          | Jempy Engel            | Auguste Schleck       |
| 1927      | Constant Dyzers       | Norbert Collin         | Auguste Schleck       |
| 1928      | Émile Joly            | Georges Lemaire        | Jean Hans             |
| 1929      | Marcel Pesch          | Gianni Graglia         | Jean-Pierre Muller    |
| 1930      | Nicolas Frantz        | Gaston Rebry           | Romain Gijssels       |
| 1931      | Italia Carlo Zandona  | Arnold Schaack         | Marcel Schneider      |
| 1932      | Ferd Hein             | Laurent Graglia        | Josy Mersch           |
| 1933      | Jean Majerus          | Laurent Graglia        | Josy Mersch           |
| 1934      | Arsène Mersch         | Arnold Schaack         | Jean Ferrari          |
| 1935      | Paul Frantz           | Auguste Moneta         | Jean-Paul Thilges     |
| 1936      | No disputat           |                        |                       |
| 1937      | Aloyse Klensch        | Christophe Didier      | Léon Drossart         |
| 1938-1944 | No disputat           |                        |                       |
| 1945      | Louis Thiétard        | Jeng Kirchen           | Joseph Somers         |
| 1946      | Jos Bintener          | Mathias Clemens        | Henri Kass            |
| 1947      | Willy Kemp            | Lull Gillen            | -                     |
| 1948      | Henri Kellen          | Robert Bintz           | -                     |
| 1949      | Robert Bintz          | -                      | -                     |
| 1950      | Robert Bintz          | Johny Goedert          | -                     |
| 1951      | Edy Hein              | -                      | -                     |
| 1952      | Richard Van Genechten | -                      | -                     |
| 1953      | René Van Meenen       | -                      | François Gelhausen    |
| 1954      | Flor Van de Weijden   | -                      | -                     |
| 1955      | Riezzeri Jonjic       | -                      | -                     |
| 1956      | Gaston Dumont         | -                      | -                     |
| 1957      | Robert Seneca         | -                      | -                     |
| 1958      | Roland Jubé           | Émile Daems            | -                     |
| 1959      | Jan Hugens            | -                      | -                     |
| 1960      | Achiel Van de Weyer   | Dieter Puschel         | Jan Hugens            |
| 1961      | Kees De Jongh         | Raymond Jacobs         | -                     |
| 1962      | Joseph Mathy          |                        | Cor Schuuring         |
| 1963      | Gerrit De Wit         | Jan Pieterse           | Arie den Hartog       |
| 1964      | Benoît Van Roy        | Paul Somers            | -                     |
| 1965      | Gerard Vianen         | Edy Schütz             | -                     |
| 1966      | Willy Geraeds         | -                      | -                     |
| 1967      | Jean-Pierre Meyhi     | Roger Gilson           | Jan Spetgens          |
| 1968      | Théo Van der Leeuw    | Marc Sohet             | Herman Vrijders       |
| 1969      | Marc Sohet            | Chris Popels           | Théo van der Leeuw    |
| 1970      | Valeri Iardy          | Anatoli Starkov        | Vladimir Sokolov      |
| 1971      | Nikolai Dmitruk       | Alexandre Gussiatnikov | Valeri Likatchev      |
| 1972      | Willie Wilms          | J. Clavatone           | Ben Koken             |
| 1973      | Lucien Didier         | Erny Kirchen           | -                     |
| 1974      | Lucien Didier         | -                      | -                     |
| 1975      | Lucien Didier         | Marcel Thull           | -                     |
| 1976      | Huub Neven            | -                      | -                     |
| 1977      | Dirk Heirweg          | René Martens           | Daniel Willems        |
| 1978      | Etienne De Wilde      | Claude Criquielion     | Alfons De Wolf        |
| 1979      | Eugène Urbany         | -                      | -                     |
| 1980      | Francis Da Silva      | Patrick Hermans        | -                     |
| 1981      | Nico Ney              | -                      | -                     |
| 1982      | Leo Nevels            | Nico Verhoeven         | Jean-Paul van Poppel  |
| 1983      | Joey McLoughlin       | -                      | -                     |
| 1984      | Jack Olsen            | Brian Holm             | Jørgen Vagn Pedersen  |
| 1985      | Roul Fahlin           |                        | Roman Kreuziger       |
| 1986      | Lars Wahlqvist        | Hartmut Bölts          | Eddy Schurer          |
| 1987      | Gerrit de Vries       | Josef Regec            | Arjan Jagt            |
| 1988      | Tom Cordes            | Arjan Jagt             | Raimund Lehnert       |
| 1989      | Mark Gornall          | Gerard Kramer          | -                     |
| 1990      | Kai Hundertmarck      | Vladimir Chevtchenko   | Bo Hamburger          |
| 1991      | Jörg Paffrath         | Jim Copeland           | Kai Hundertmarck      |
| 1992      | Vaclav Toman          | Josef Regec            | Olivier Vanconingsloo |
| 1993      | Alex Pedersen         | Casper vun der Meer    | -                     |
| 1994      | Arvis Piziks          | Michael Rosborg        | Danilo Klaar          |
| 1995      | Juris Silovs          | Pascal Triebel         | Raivis Belohvoščiks   |
| 1996      | Dariusz Baranowski    | Romāns Vainšteins      | Michael Rosborg       |
| 1997      | Erwin Vervecken       | Rudy Verdonck          | Jimmy Biesmeijer      |
| 1998      | Gilles Riffel         | -                      | -                     |
| 1999      | Kim Kirchen           | Nico Strynckx          | Danny Swinnen         |
| 2000      | Christian Theis       | -                      | -                     |
| 2001      | Jesper Agergaard      | Claude Degano          | -                     |
| 2002      | Vincenzo Centrone     | -                      | -                     |
| 2003      | Julien Goossens       | Marc Vanacker          | Philip Monsieur       |
| 2004      | William Grosdent      | -                      | -                     |
| 2005      | Pascal Triebel        | -                      | -                     |
| 2006      | Morten Knudsen        | Ben Gastauer           | Fredrik Johansson     |
| 2007      | Pascal Kess           | Oliver Wies            | Suzie Godart          |
| 2008      | Pit Schlechter        | -                      | -                     |
| 2009      | Christian Poos        | Vincenzo Centrone      | Tjarco Cuppens        |
| 2010      | Christian Poos        | Tjarco Cuppens         | Benjamin Höber        |
| 2011      | Bob Jungels           | Quentin Borcy          | Tom Kohn              |
| 2012      | No disputat           |                        |                       |
| 2013      | Massimo Morabito      | Glenn Waerzeggers      | Luc Turchi            |
| 2014      | Kevin Geniets         | Tom Wirtgen            | Maxime Weyrich        |
| 2015      | Kevin Geniets         | Michel Ries            | Dylan Guinet          |